# TeamSpeak
 Der er for få eller ingen kildehenvisninger i denne artikel, hvilket er et problem. Du kan hjælpe ved at angive troværdige kilder til de påstande, som fremføres i artiklen.

TeamSpeak er et VoIP-program, der anvendes til kommunikation online. TeamSpeak bliver ofte brugt som supplement til de kommunikationsmetoder, der er indbygget i onlinespil, eller i stedet for Skype.

## Funktioner
Som det ofte er tilfældet for VoIP-programmer, er TeamSpeak-forbindelsen ofte mere sikker imod nedbrud og udfald i samtalen[kilde mangler].
Brug af kræver adgang til en server. Det er muligt at have sin egen TeamSpeak server på en privatejet computer, men det er typisk at bruge TeamSpeak på dedikerede betalte servere, så man ikke behøver at bruge eget hardware. Med TeamSpeak er det muligt at have en fælles samtale med op til 100 personer i nogle "rum" på samme server.

## Ekstern henvisning
- Teamspeak.com

| Software | Spire Denne artikel om software og programmering er en spire som bør udbygges. Du er velkommen til at hjælpe Wikipedia ved at udvide den. |